# Rafael Crame
Rafael Crame (Malabon, 2 oktober 1863 - Manilla, 1 januari 1927) was een Filipijns politiechef. Crame was de eerste Filipijnse chef van de Philippine Constabulary, de voorloper van de Philippine National Police van 1917 tot zijn dood in 1927.  

## Biografie
Rafael Crame werd geboren op 2 oktober 1863 in Malabon in de Filipijnse provincie Rizal. Zijn ouders waren Rafael Maria de Crame, een officier in het Spaanse leger, en Maria Perez de Tagle. Crame studeerde aan de Ateneo de Manila en van 1879 tot 1881 aan de Spaanse militaire academie in Manilla.
Bij de oprichting van de Filipijnse politie werd Crame benoemd tot luitenant van de politie in Manilla. Kort daarop volgde een benoeming tot kapitein. In 1902 stapte hij over naar de Philippine Constabulary, waar hij begon als 4e klasse inspecteur. In 1903 werd hij eerst 2e luitenant en later dat jaar 1e luitenant. In 1905 volgde een benoeming tot kapitein en een jaar later werd Crame gepromoveerd naar majoor. Eind 1907 werd hij benoemd tot luitenant-kolonel en assistent-directeur van de Philippine Constabulary. Zeven jaar later volgde promotie naar kolonel en plaatsvervangend chef. Op 17 december 1917 ten slotte werd hij brigadier-generaal en chef van de Philippine Constabulary. Hij was daarmee de eerste Filipijnse chef van deze dienst.
Crame overleed in 1927 op 63-jarige leeftijd. Met zijn eerste vrouw Maria Garcia had hij drie kinderen. Met zijn tweede vrouw Soledad Fernandez kreeg hij twee kinderen. Na haar dood hertrouwde hij met Concepcion Fernandez. Met haar kreeg hij nog eens acht kinderen. Crame werd begraven op La Loma Cemetery. Op 7 augustus 2003 werden zijn overblijfselen echter opgegraven werd hij herbegraven op Libingan ng mga Bayani (begraafplaats voor helden). Ook werd het hoofdkwartier van de Philippine National Police naar hem vernoemd: Camp Crame.